# Zgrada stare škole u Donjoj Pušći
Zgrada stare škole je obrazovna zgrada u naselju Donja Pušća koje je u sastavu općine Pušća, zaštićeno kulturno dobro.

## Opis dobra
Slobodnostojeća jednokatnica škole podignuta je u naselju uz glavnu ulicu. Pravokutnog je tlocrta, zatvorenog volumena, završena četveroslivnim krovištem, a pročelja su oblikovana dekorativnim detaljima kasne secesije. Zgrada je podignuta 1913. g., a svojom orijentacijom, sadržajem i oblikovanjem unosi urbani element i pridonosi formiranju središta neselja.

## Zaštita
Pod oznakom Z-3535 zavedena je kao nepokretno kulturno dobro - pojedinačno, pravna statusa zaštićena kulturnog dobra, klasificirano kao "profana graditeljska baština".